# John O’Donovan
John O’Donovan (Irisch: Seán Ó Donnabháin; * 23. Januar 1908 in Rockboro House, Macroom, County Cork; † 17. Mai 1982 in Dublin) war ein irischer Wirtschaftswissenschaftler, Hochschullehrer und Politiker der Fine Gael (FG) sowie zuletzt der Irish Labour Party (Páirtí an Lucht Oibre), der zwischen 1954 und 1957 sowie von 1969 bis 1973 Mitglied des Dáil Éireann, des Unterhauses des Parlaments (Oireachtas) der Republik Irland, sowie von 1957 bis 1961 Mitglied des Oberhauses (Seanad Éireann) war. Darüber hinaus war er von 1954 bis 1957 Parlamentarischer Sekretär der Regierung in der zweiten Regierung Costello.

## Leben

### Studien, Verwaltungsbeamter und Lecturer
John O’Donovan, Sohn des Landwirtschaftslehrers Cornelius O’Donovan und dessen Ehefrau Hanna Twomey, erhielt nach dem Besuch der Catholic University School in Dublin ein Aufnahmestipendium für das University College Dublin und begann dort ein grundständiges Studium der Fächer Wirtschaftswissenschaften, Geschichte und Rechtswissenschaften, das er 1928 mit einem Bachelor of Arts (B.A.) mit höchster Auszeichnung abschloss. Ein darauf folgendes postgraduales Studium der Wirtschaftswissenschaften beendete er 1929 mit einem Master of Arts (M.A.) ebenfalls mit höchster Auszeichnung. Mit einem Auslandsstipendium absolvierte er ein weiteres grundständiges Studium am University College der University of Oxford, welches er mit einem Bachelor of Letters (B.Litt.) beendete. Mit einem weiteren Stipendium der Rockefeller-Stiftung absolvierte er zwischen 1931 und 1932 einen Studienaufenthalt in den USA, wo er die Harvard Graduate School, die Brookings Institution sowie die University of Chicago besuchte. Nach seiner Rückkehr trat er 1933 als Verwaltungsbeamter in den irischen Staatsdienst ein und wurde zunächst dem Amt des Präsidenten des Exekutivrats (President of the Executive Council) Éamon de Valera zugeteilt. Nach einer darauf folgenden vorübergehenden Abordnung zum Sekretariat des Völkerbunds wurde er 1935 Verwaltungsbeamter im Finanzministerium. 1940 schloss er seine Promotion zum Doktor der Wirtschaftswissenschaften (D.Econ.Sc.) an der National University of Ireland (NUI) mit der Dissertation The Economic History of Live Stock in Ireland ab.
1941 wurde O’Donovan Privatsekretär von Finanzminister Seán Ó Ceallaigh sowie 1943 zunächst Assistant Principal Secretary und daraufhin 1950 als Principal Secretary höchster Verwaltungsbeamter im Finanzministerium. In dieser Funktion befasste er sich mit den finanziellen Aspekten der Gesetzgebung und den Finanzen staatlich geförderter Einrichtungen, wobei seine Beförderung zum Principal Secretary gegen das übliche Dienstaltersprinzip verstoßen hatte. 1952 schied er aus dem Regierungsdienst aus und wurde Lecturer für Wirtschaftstheorie am University College Dublin. 

### Teachta Dála, Parlamentarischer Sekretär und Senator
John O’Donovan wurde als Kandidat der Fine Gael (FG) bei den Wahlen am 14. Mai 1954 im Wahlkreis Dublin South East mit 2598 Stimmen (9,69 Prozent) erstmals zum Abgeordneten (Teachta Dála) des Dáil Éireann, des Unterhauses des Parlaments (Oireachtas) der Republik Irland, gewählt. Er konnte sich dabei gegen den bisherigen Wahlkreisinhaber und ehemaligen Gesundheitsminister Noel Browne von der Fianna Fáil durchsetzen. Unmittelbar nach der Wahl übernahm er am 2. Juni 1954 den Posten als Parlamentarischer Sekretär der Regierung in der zweiten Regierung Costello und bekleidete diesen bis zum 20. März 1957. Seine enge politische Beziehung zu Premierminister John A. Costello wurde durch die Entscheidung des Taoiseach unterstrichen, ihn zum wirtschaftlichen Sonderberater des Kabinetts zu ernennen und durch seine Teilnahme an Kabinettssitzungen. Geringe öffentliche Auftritte und eine hohe Arbeitsbelastung prägten seine Zeit als parlamentarischer Staatssekretär. Dies behinderte zweifellos seine Chancen, seine Popularität bei seinen Wählern zu steigern. 
Bei den Wahlen am 5. März 1957 kandidierte er im Wahlkreis Dublin South East wieder für die Fine Gael, verpasste aber mit nur 1332 Stimmen (5,47 Prozent) den Wiedereinzug in den Dáil Éireann. Allerdings wurde er anschließend 1957 als Vertreter der Gruppe Kultur und Bildung (Cultural and Educational Panel) zum Mitglied des Senats gewählt und vertrat diese Gruppe bis 1961. Während seiner Senatszugehörigkeit fungierte er zwischen 1959 und 1961 als stellvertretender Vorsitzender (Leas-Chathaoirleach) des Senats. 1958 zum Mitglied der Royal Irish Academy (RIA) gewählt, schrieb er regelmäßig Artikel für die Statistik- und Sozialforschungsgesellschaft Irlands (Statistical and Social Inquiry Society of Ireland), wobei seine bemerkenswerteste eine Untersuchung der Rolle staatlicher Unternehmen in der irischen Wirtschaft war. Er war viele Jahre im Vorstand der Agrarkreditgesellschaft  (Agricultural Credit Corporation) tätig. 
1959 reichte O’Donovan eine Klage gegen des Wahlrechtsänderungsgetz (Electoral (Amendment) Act 1959) ein, das von der Fianna-Fáil-Regierung verabschiedet worden war. Seine Klage gab als Begründung an, dass es „schwerwiegende Ungleichheiten“ gebe, die „nicht ohne relevante Umstände“ zu rechtfertigen seien und damit gegen Artikel 16 der Verfassung von Irland verstoßen. In diesem Verfahren „O’Donovan v. Generalstaatsanwalt“ entschied der High Court, das oberste Zivil- und Strafgericht der Republik Irland, dass das Gesetz verfassungswidrig sei, und schlug vor, dass das Verhältnis von Repräsentation zu Bevölkerung in den Wahlkreisen um nicht mehr als fünf Prozent abweichen sollte. Das Gericht schlug in Auslegung der Bedingung „soweit durchführbar“ eine Abweichung von fünf Prozent als Grenze ohne außergewöhnliche Umstände vor. Bei den Wahlen am 4. Oktober 1961 bewarb er sich noch einmal für die Fine Gael im Wahlkreis Dublin South East für einen Sitz im Unterhaus, verpasste die Wiederwahl allerdings erneut mit 2742 Stimmen (11,09 Prozent).

### Wechsel zur Irish Labour Party und Professor
Nachdem er aus der Fine Gael ausgetreten war, kandidierte er bei den Wahlen am 7. April 1965 für die Irish Labour Party (Páirtí an Lucht Oibre) im Wahlkreis Dublin South West für ein Mandat im Dáil Éireann. Allerdings erhielt er dieses Mal nur 1792 Stimmen (4,45 Prozent), so dass er den Einzug ins Parlament erneut verpasste. 1966 übernahm er eine Stelle als Associate Professor für Politische Ökonomie und Wirtschaftstheorie am University College Dublin und lehrte dort bis 1976.
Allerdings gelang ihm bei den Wahlen am 18. Juni 1969 im Wahlkreis Dublin South Central mit 2450 Stimmen (6,96 Prozent) die Wiederwahl zum Teachta Dála. Bei dieser Wahl verlor die Irish Labour Party unter Brendan Corish zwar vier Mandate, war aber mit 18 Sitzen im Dáil vertreten. In seinem Wahlkampf setzte er sich für soziale Gerechtigkeit ein, einschließlich kostenloser Prozesskostenhilfe für Angeklagte. Obwohl er sich zu einer Reihe sozialer Themen äußerte, war seine Präsenz im Dáil erneut durch ein geringe öffentliche Auftritte gekennzeichnet. Bei den Wahlen am 28. Februar 1973 versuchte er im Wahlkreis Dublin South Central sein Mandat im Dáil Éireann zu verteidigen, erhielt allerdings nur 2203 Stimmen (6,29 Prozent) und schied dadurch wieder aus dem Parlament aus. Im Anschluss zog er sich aus dem politischen Leben zurück und verzichtete auf weiteren Kandidaturen. Aus seiner 1936 geschlossenen Ehe mit Kathleen Mahon gingen ein Sohn und fünf Töchter hervor.